# Lagstjärnen
Lagstjärnen är en sjö i Härjedalens kommun i Härjedalen och ingår i Dalälvens huvudavrinningsområde. Sjön har en area på 0,125 kvadratkilometer och ligger 787,2 meter över havet.

## Delavrinningsområde
Lagstjärnen ingår i det delavrinningsområde (690693-135352) som SMHI kallar för Utloppet av Lagstjärnen. Medelhöjden är 810 meter över havet och ytan är 1,49 kvadratkilometer. Det finns inga avrinningsområden uppströms utan avrinningsområdet är högsta punkten. Vattendraget som avvattnar avrinningsområdet har biflödesordning 3, vilket innebär att vattnet flödar genom totalt 3 vattendrag innan det når havet efter 521 kilometer. Avrinningsområdet består mestadels av skog (52 procent), sankmarker (12 procent) och kalfjäll (27 procent). Avrinningsområdet har 0,13 kvadratkilometer vattenytor vilket ger det en sjöprocent på 8,4 procent.